# Chitwan (district)

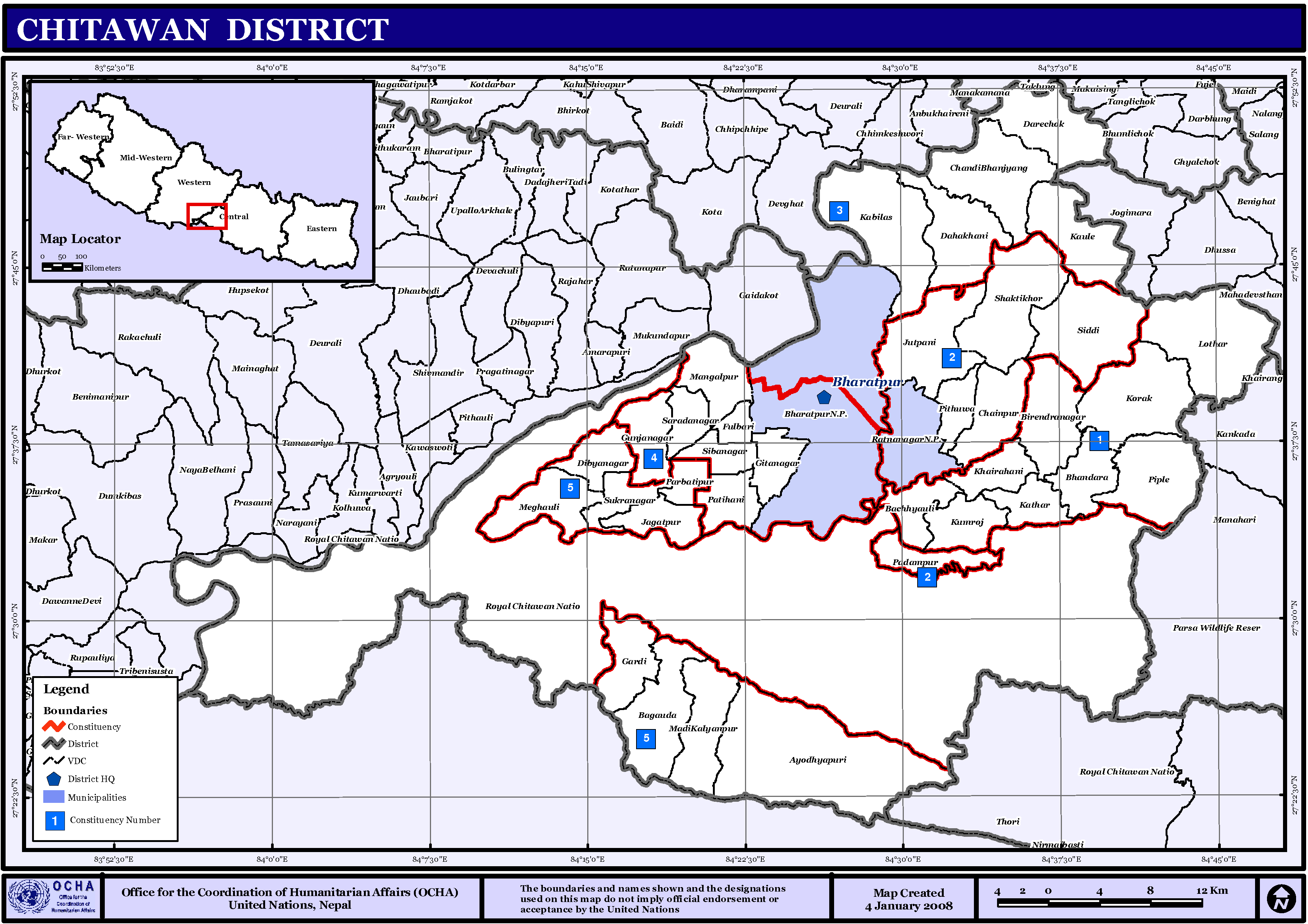
Kaart van Chitwan

Chitwan of Chitawan (Nepalees: चितवन) is een van de 75 districten van Nepal. Het is gelegen in de bestuurlijke zone Narayani en de hoofdstad is Bharatpur.

## Stedenendorpscommissies[2][3]
- Stad: Nepalees: nagarpalika of N.P.; Engels: municipality;
- Dorpscommissie: Nepalees: gāu bikās samiti; Engels: village development committee of VDC.

- Steden (2): Bharatpur, Ratnanagar.
- Dorpscommissies (36): Ayodhyapuri, Bachhyauli (of: Bachhauli), Bagauda (of: Baghauda), Bhandara, Birendranagar, Chainpur, Chandi Bhanjyang, Dahakhani, Darechok, Dibyanagar, Gardi, Gitanagar, Gunjanagar, Jagatpur, Jutpani, Kabilas, Kahirahani (of: Khairahani), Kathar, Kaule, Korak, Kumroj, Lothar, Madi Kalaynpur, Manhalpur (of: Mangalpur), Meghauli, Narayanpur Fulbari (of: Fulbari), Padampur, Parbatipur, Patihani, Piple, Pithuwa, Saktikhor (of: Shaktikhor), Saradnagar (of: Saradanagar), Sibanagar, Siddi (of: Siddhi), Sukranagar.